# دولت کوچک (فیلم)
دولت کوچک (به هندی: Chhote Sarkar) یا پلیس عاشق فیلمی محصول سال ۱۹۹۶ و به کارگردانی ویرمال کومار است. در این فیلم بازیگرانی همچون گوویندا، شیلپا شتی، قادرخان، آریونا ایرانی، دیویا دوتا ایفای نقش کرده‌اند.